# Gerardus Rubens

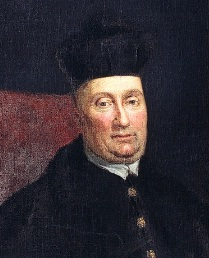
Abt Rubens van de abdij van Hemiksem

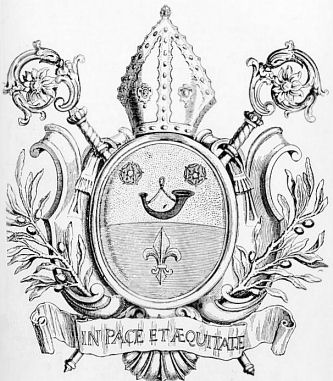
Wapenschild van abt Rubens

Gerardus Rubens (Brussel, 4 april 1674 – Hemiksem, 21 januari 1736) was abt van de cisterciënzerabdij Sint-Bernardus van Hemiksem. Verbonden aan zijn functie van abt was hij lid van de Staten van het Oostenrijks hertogdom Brabant (1722-1736).

## Levensloop
Rubens werd geboren in Brussel (1674), in de Spaanse Nederlanden. In 1693 werd hij een cisterciënzermonnik door in te treden in de Sint-Bernardusabdij in Hemiksem. Hij studeerde theologie aan de oude universiteit van Leuven, nadat hij eerst tot priester gewijd was (1698). Hij vervolmaakte zich in de theologie en verbleef hiervoor in het Villerscollege in Leuven.
Alvorens abt te worden (1722) had Rubens ander functies in de abdij van Hemiksem, ondertussen in de Oostenrijkse Nederlanden. Zo was hij onder meer geestelijk directeur van de cisterciënzerinnen van de abdij van Rozendaal in Walem. Eénmaal abt geworden hield Rubens zich bezig met het aankopen van gronden. Zo kocht hij gronden in Vremde, Bergen op Zoom en Kapellen. Hij liet heideland bewerken, alsook polders aanleggen langs de Schelde. Alle molens die in het bezit van de abdij waren, liet hij verpachten en ontving zo inkomsten. Huizen van de abdij verhuurde hij. De inkomsten van de abdij namen belangrijk toe. Met dit geld liet Rubens de abdijkerk verfraaien, een grafkelder voor de monniken graven en de twee bibliotheken uitbreiden. Met de discipline in de abdij was hij dan weer tolerant; hij organiseerde feestelijkheden in de abdij ter ere van hoge bezoekers. Het respecteren van de stilte in de abdij was niet nodig voor hem.
Over zijn activiteit in de Staten van Brabant is weinig bekend. Er is enkel geweten dat Maria Elisabeth, landvoogdes van de Oostenrijkse Nederlanden, hem naar de Abdij van Orval zond. Hier moest Rubens, samen met andere geestelijken, monniken met jansenistische ideeën opsporen en veroordelen. Hij stierf in de abdij van Hemiksem in 1736. Zijn politieke invloed was onbestaande, zijn economische invloed voor de abdij des te belangrijker.

## Zie ook

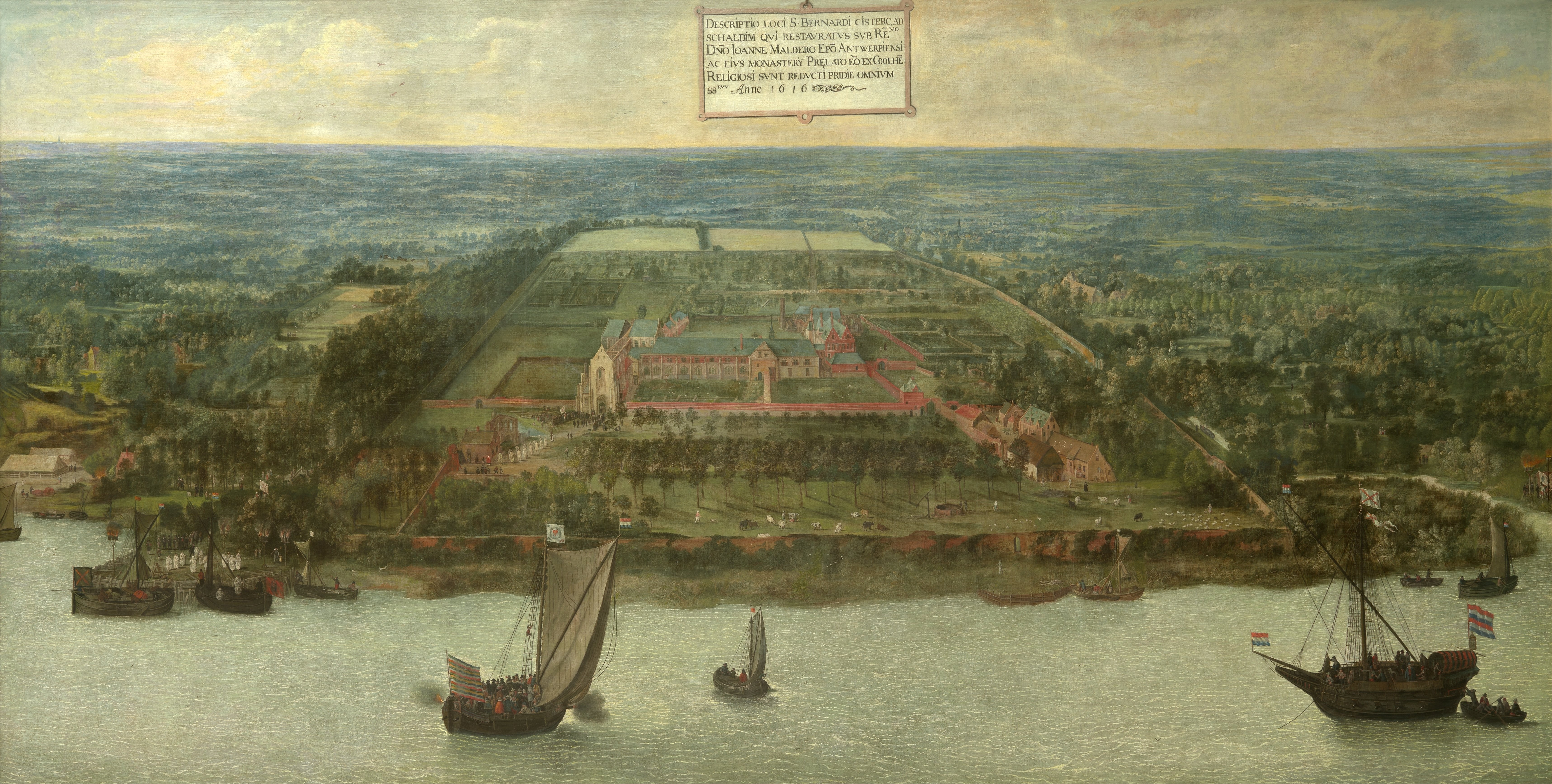
Abdij van Hemiksem, aan de Schelde